# Youri Djorkaeff
Youri Raffi Djorkaeff (Lyon, 9 maart 1968) is een Frans voormalig profvoetballer. Hij maakte deel uit van het Franse elftal dat het WK voetbal 1998, het EK 2000 en de Confederations Cup 2001 won. Zijn positie op het veld was zowel aanvaller als aanvallende middenvelder. Youri's vader, Jean Djorkaeff, is van Kalmyk en Poolse afkomst terwijl zijn moeder Armeens is.

## Biografie
Zijn voetballoopbaan startte in 1984 bij Grenoble Foot 38 alvorens hij naar Strasbourg ging in 1989. In 1991 vertrok hij naar AS Monaco, waarmee hij de Coupe de France won en in 1994 topscorer werd in de Division 1. In 1995 vertrok Djorkaeff naar Paris Saint-Germain, waarmee hij de Trophée des Champions en de UEFA Cup Winners Cup won. Al na een seizoen vertrok Djorkaeff in 1996 naar Internazionale, waarmee hij de UEFA Cup won. Bij Internazionale speelde Djorkaeff onder anderen samen met Aron Winter. Drie jaar later vertrok Djorkaeff naar 1. FC Kaiserslautern. In 2002 vertrok Djorkaeff naar Bolton Wanderers. Die laatste keuze leek volgens velen een verkeerde, maar Djorkaeff kon de club wat meer impuls geven in de twee jaar dat hij er voetbalde. In 2004 vertrok Djorkaeff naar Blackburn Rovers, maar verliet de club al na drie competitiewedstrijden om de eerste Franse voetballer te worden die in de Major League Soccer speelde. Hij vertrok naar New York Red Bulls. Na het seizoen 2005/06 beëindigde Djorkaeff zijn voetballoopbaan.
Djorkaeff heeft de eerste lichting van de UEFA-managmentopleiding Executive Master for International Players (MIP) gedaan.

## Erelijst
AS Monaco
- Coupe de France: 1990/91

 Paris Saint-Germain
- Trophée des Champions: 1995
- UEFA Cup Winners Cup: 1995/96

 Internazionale
- UEFA Cup: 1997/98

 Frankrijk
- FIFA WK: 1998
- UEFA EK: 2000
- FIFA Confederations Cup: 2001

Individueel
- Topscorer Division 1: 1993/94
- Europees kampioenschap voetbal Team van het Toernooi: 1996
- Pirata d'Oro (Internazionale Speler van het Jaar): 1997
- FIFA XI: 1997